# Orgue de tribune de la basilique de Saint-Quentin
L'orgue de tribune de la basilique Saint-Quentin, de Saint-Quentin dans le département de l'Aisne, est un instrument construit au XVIIIe siècle, profondément modifié aux XIXe siècle et XXe siècle. C'est le plus imposant orgue de Picardie.

## Histoire

### L'orgue du Moyen Âge
L'existence d'un orgue à la basilique alors collégiale de Saint-Quentin est attestée depuis 1329 par Claude Hémeré. Il avait été construit par  Baudouin Corbison ou Corbisson. La collégiale étant encore en construction, l'orgue fut installé contre le mur pignon sud du petit transept.
En 1455, le chapitre collégial décida de faire construire un orgue neuf, qui fut installé à l'extrémité de la nef, probablement adossé à la tour-porche.

### Reconstructions de l'orgue duXVIeauXVIIIesiècle
En 1546, de nouvelles orgues furent construites sur une tribune en bois dont le chanoine de Croix nous a laissé une description détaillée. Le buffet d'orgue très travaillé était fermé par deux portes. Sur l'une était représentée en relief l'histoire de Goliath et l'histoire de l'invention du son des cloches. Sur l'autre figurait le récit de la sortie d'Égypte des Hébreux et sainte Cécile touchant l'orgue. 
En 1620, l'instrument fut restauré et augmenté de pédales, de trompettes et de nouveaux jeux, par le facteur d'orgues laonnois Crespin ou Crépin Carlier. Mais le 14 octobre 1669, l'orgue fut détruit par l'incendie qui ravagea la collégiale.
À la fin de l'année 1694, le chapitre collégial décida sa reconstruction et pour ce faire reçu le soutien financier de Louis XIV. La conception et la réalisation de l'instrument furent confiées aux facteurs d'orgues Alexandre Thierry et François Thierry, son neveu, mais ce fut  Robert Clicquot qui mena à bien sa réalisation. La tribune fut construite par le maître sculpteur saint-quentinois Girard de La Motte. Le Buffet d'orgue monumental en chêne fut conçu par Jean Bérain père, dessinateur et père d'un des chanoines du chapitre de Saint-Quentin, et réalisé par Pierre Vaideau, menuisier du cabinet du roi. L'orgue fut livré le 15 mars 1701. Robert Clicquot livra l'instrument qui comportait 47 jeux répartis sur 4 claviers manuels et un clavier de pédale, en 1703.
L'orgue fut réparé une première fois en 1718 par Robert Clicquot, puis en 1727 par Boudos, facteur d'orgues à Vervins. En 1737, le facteur d'orgues parisien, François Thierry, effectua des réparations, des augmentations et changements. Thierry augmenta l'instrument de trois jeux neufs. L'orgue est à nouveau réparé en 1751 par le facteur d'orgues saint-quentinois Claude Deschamps.

### Restauration duXIXesiècle

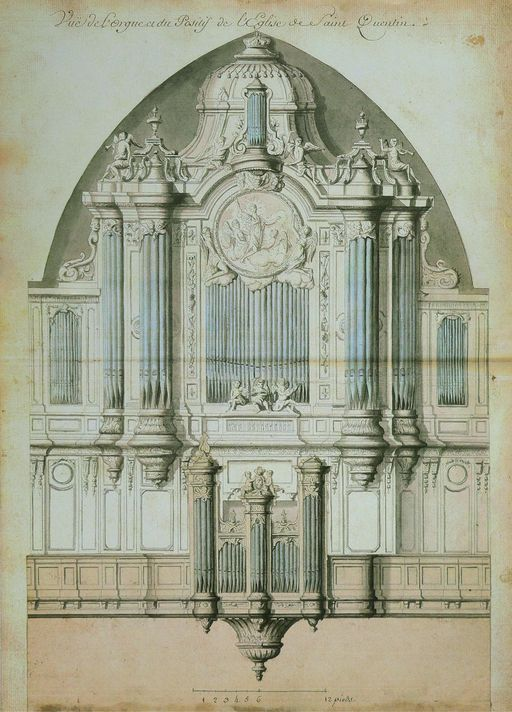
Orgue après la Révolution.

Ayant traversé la Révolution en ne perdant que son emblème royal, l'orgue subit peu de modifications jusqu'à sa reconstruction dans le deuxième quart du XIXe siècle, effectuée par Antoine Sauvageot, ou Sauvage, ancien employé d'Aristide Cavaillé-Coll qui installa alors une machine Barker et effectua des modifications dans l'esthétique romantique naissante. L'instrument fut inauguré le 6 juin 1850. En 1888, le facteur d'orgues rémois Augustin Brisset effectua un relevage de l'instrument.

### Reconstruction duXXesiècle
L'instrument fut ravagé au cours de la Première Guerre mondiale ; en 1917, le grand corps de l’orgue fut vidé de l’ensemble de ses tuyaux envoyés à la fonte par les Allemands, la mécanique fut détruite et le buffet sérieusement endommagé.
Il fallut attendre l'après Seconde Guerre mondiale pour que la reconstruction de l'instrument par la manufacture Haerpfer-Erman, de Boulay-Moselle, soit effectuée de 1961 à 1967 grâce à une souscription publique. La restauration, quant à elle, du buffet fut achevée en juin 1958, de nombreuses ornementations furent reconstituées. L'inauguration du nouvel orgue par Jean-Jacques Grünenwald et Henri Doyen se déroula les 27 et 28 mai 1967.
Le buffet d'orgue fut classé monument historique, au titre d'objet, le 27 mars 1969.

## Caractéristiques

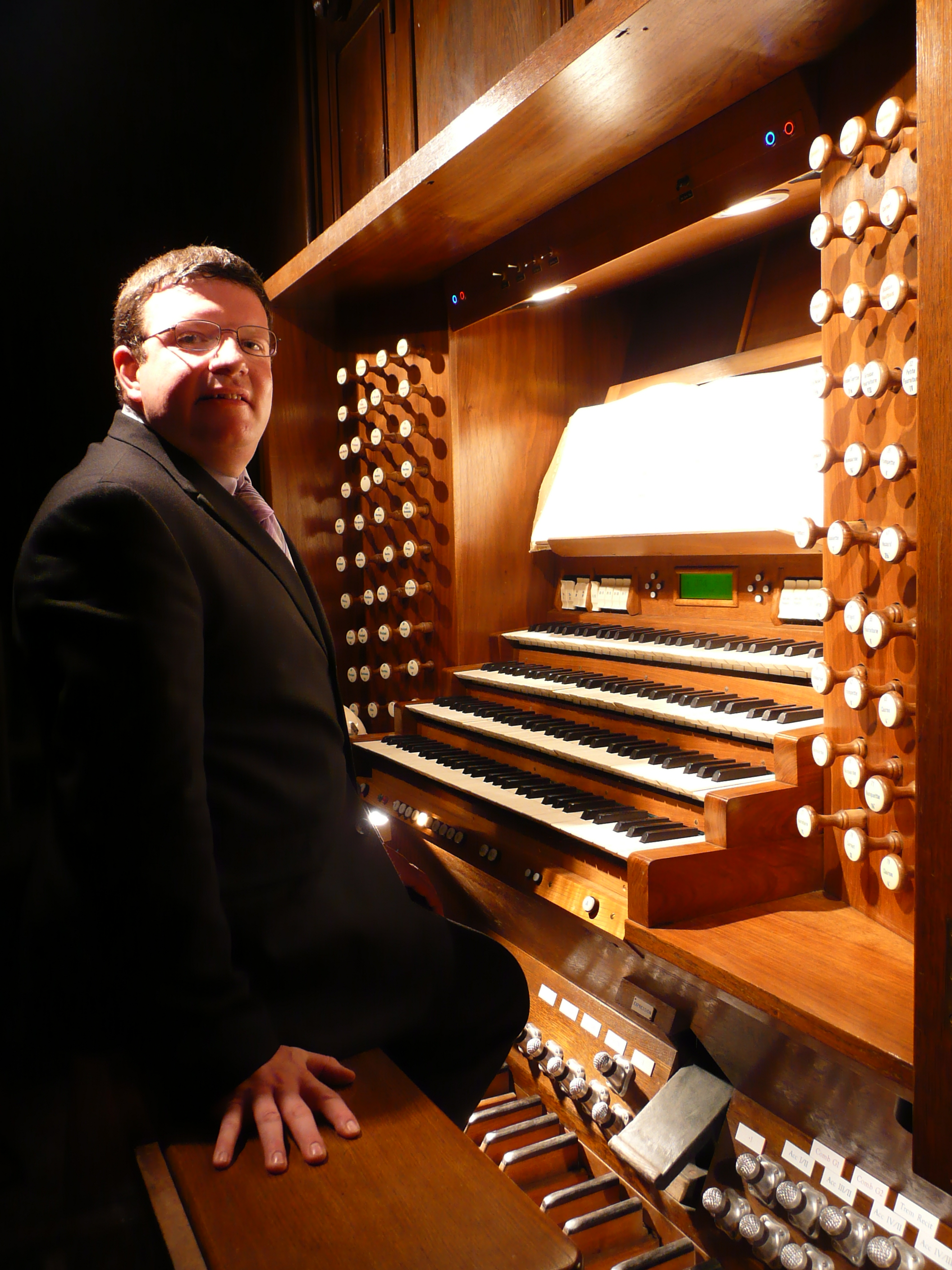
Bertrand Delmarle aux claviers des orgues en septembre 2009.

### Buffet et instrument
La façade du buffet et son riche décor sculpté reposant sur des anges, des trophées d’instruments de musique et un relief circulaire grandiose représentant le ravissement au ciel de l’âme de saint Quentin. Offert par le roi Louis XIV, le buffet mesure 20 mètres de hauteur et 13,5 mètres de largeur. 
L’orgue de la basilique de Saint-Quentin, d’esthétique néo-classique, est un instrument de 75 jeux répartis sur quatre claviers manuels et un pédalier, capable de mettre en fonction quelque 6 400 tuyaux. 

### Composition de l’orgue
Avec ses 4 claviers composés de 61 notes chacun, son pédalier de 32 notes, ses 74 jeux et ses 6 500 tuyaux, le grand orgue de Saint-Quentin est le 7e plus grand orgue de France après celui de Saint-Eustache (101 jeux et 8 000 tuyaux), de Notre-Dame (115 jeux et 7 952 tuyaux) et de Saint-Sulpice (102 jeux et 7 500 tuyaux) à Paris, celui de la cathédrale de Lille (101 jeux et 6 600 tuyaux), celui de la cathédrale de Reims (85 jeux), et celui de la cathédrale de Beauvais (77 jeux), devant celui de la basilique-cathédrale Saint-Denis (69 jeux). 
La traction est mécanique pour les notes et électrique pour les jeux.
| I. Positif | II. Grand orgue | III. Récit expressif | IV. Écho                                                                                                | Pédale |
| --- | --- | --- | --- | --- |
| Montre 8' Bourdon 8' Gemshorn 8' Prestant 4' Nasard 2 2/3' Doublette 2' Blockflöte 2' Tierce 1 3/5' Larigot 1 1/3' Fourniture V Cymbale IV Cromorne 8' Trompette 8' Clairon 4 | Montre 16' Bourdon 16' Montre 8' Bourdon 8' Spillflöte 8' Gros Nazard 5 1/3' Prestant 4' Flûte à cheminée 4' Grosse Tierce 3 1/5' Doublette 2' Quate de nazard 2' Cornet V Grande Fourniture VIII Petite Fourniture IV Cymbale IV Bombarde 16' Trompette 8' Clairon 4' | Quintaton 16' Principal 8' Flûte harmonique 8' Cor de nuit 8' Dulciane 8' Unda Maris 8' Prestant 4' Flûte 4' Doublette 2' Cornet III Fourniture IV Cymbale IV Bombarde 16' Trompette 8' Hautbois 8' Voix humaine 8' Clairon 4' Tremblant | Cor de nuit 8' Flûte à fuseau 4' Quarte de nazard 2' Sifflet 1' Sesquialtera II Cymbale IV Chalumeau 8' | Principal 32' Principal 16' Soubasse 16' Principal 8' Flûte 8' Bourdon 8' Principal 4' Flûte 4' Principal 2' Flûte 2' Cornet III Fourniture VI Bombarde 32' Bombarde 16' Ranquette 16' Trompette 8' Clairon 4' Clairon 2' |

Accouplement : Positif/GO, Récit/GO, Écho/GO, Écho/Récit, Écho/Positif
Tirasses GO, Positif, Récit, Écho.
Annulations anches et annulations Mixtures pour chaque plan sonore.
Trémolo Récit.
L'orgue tel que décrit ci-dessus n'existe plus, il a été démonté pour restauration en 2020 (voir discussion)

## Organistes titulaires
Les organistes titulaires sont Bertrand Delmarle et Jean-Michel Bachelet.